# Franco Falcetta
Franco Falcetta (Osimo, 24 luglio 1956) è un ex calciatore italiano, di ruolo difensore.

## Carriera

### Giocatore
Ha disputato cinque campionati di Serie B con le maglie di Taranto, Palermo, Messina, Sambenedettese e Modena, per complessive 87 presenze e 2 reti fra i cadetti.

### Allenatore
Come allenatore ha guidato nel 2008-2009 gli Allievi regionali della Maceratese, nel 2011 la Sangiustese in Eccellenza Marche rilevando l'esonerato Matteo Marcaccio, e nel 2012-2013 gli Allievi dell'Ancona.

## Palmarès

### Club

#### Competizioni nazionali
- Campionato italiano Serie D: 1

Carpi: 1977-1978 (girone D)